# Saku (canção)
Saku é um single da banda Dir en Grey lançado em 14 de julho de 2004 do álbum  Withering to Death. lançado no mesmo ano. O videoclipe da música "Saku" foi eleito o vídeo #1 do ano de 2006 no programa Headbangers Ball.

## Faixas
| Saku |                 |                |         |  |
| N.º  | Título          | Compositor(es) | Duração |  |
| 1.   | "Machiavellism" |                | 3:12    |  |
| 2.   | "Saku"          |                | 2:58    |  |
| 3.   | "G.D.S."        |                | 7:46    |  |